# بايبر بيه إيه-30 توين كومانشي
بايبر بيه إيه-30 توين كومانشي (بالإنجليزية: Piper PA-30 Twin Comanche)‏ هي طائرة خفيفة أحادية السطح، بمحركين، وبستة مقاعد. أنتجت في الولايات المتحدة. من صناعة بايبر للطائرات. كان أول طيران لها في 3 مايو 1963. ومازالت في الخدمة حتى الآن. صنع منها 2,142 طائرة.